# Мали Политикин забавник
Мали Политикин забавник или Мали забавник је српски дечији лист. Лист је штампан у Београду у издању Политике. Излази од 2011.године до данас.

## Историјат
Мали Политикин Забавник је дечији часопис намењен школском узрасту од шест до 12 година. Као поучно-забаван магазин покрива сва интересовања савременог детета – од откривања света, природе и друштва око нас, до спорта, игара, компјутера, интернета, музике, филмова… Часопис је тематски, садржајно и графички потпуно прилагођен деци овог узраста. Основни циљ је да деца, читајући овај часопис, уче и истовремено се забављају и играју. Посебна пажња посвећена је енигматским задацима, квизовима и мозгалицама, као и стриповима.Часопис је штампан на 68 страна.

### Профил читалаца
Читаоци Малог Политикиног Забавника су деца од 6 до 10 година, тачније ученици прва четири разреда основне школе. С обзиром да је Министарство просвете оценило „Мали Политикин Забавник“ као пројекат који је приоритет у раду са децом и ученицима, часопис се првенствено продаје путем претплате преко школа. Осим у Србији, часопис се редовно дистрибуира на киоске и у земљама региона..

## Периодичност излажења
Лист излази два пута месечно.

## Место издавања и штампарија
Лист је штампан у Београду, у издању Политике.